# Dendropemon angustifolius
Dendropemon angustifolius är en tvåhjärtbladig växtart som beskrevs av Kuijt. Dendropemon angustifolius ingår i släktet Dendropemon och familjen Loranthaceae. Inga underarter finns listade i Catalogue of Life.